# Cyclocephala deceptor
Cyclocephala deceptor är en skalbaggsart som beskrevs av Thomas Casey 1915. Cyclocephala deceptor ingår i släktet Cyclocephala och familjen Dynastidae. Inga underarter finns listade i Catalogue of Life.